# Марцелінас Шикшніс
Марцелінас Шикшніс (лит. Marcelinas Šikšnys; 2 (14) травня 1874, село Нотінішкяй Радвілішкіський район — †15 серпня 1970, Вільнюс) — литовський прозаїк, поет, драматург, публіцист, педагог.

## Життєпис
1893 — закінчив гімназію у Шяуляї.
1897 (чи 1898) — закінчив фізико-математичний факультет Московського університету.
1899 — викладав у реальній гімназії в Ризі.
Під час Першої світової війни викладав у евакуйованих литовських гімназіях у Воронежі (1915—1918).
1918—1939 — викладач у литовській гімназії Вітовта Великого у Вільно. (У 1922—1939 директор гімназії).
Грав у перших литовських аматорських виставах і був режисером.

## Творчість

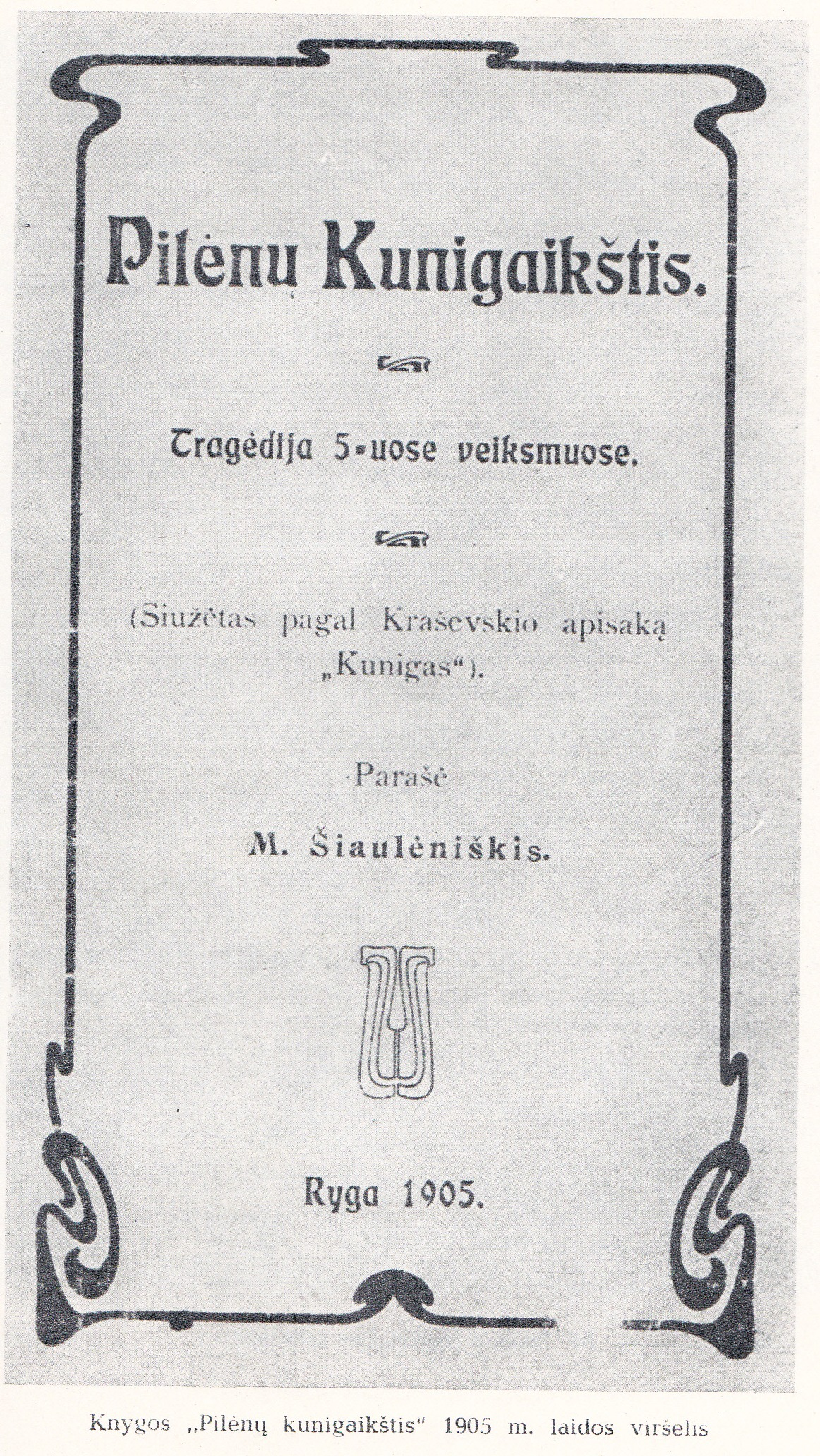
«Піленський князь». Титульна сторінка першого видання (Рига, 1905)

У молоді роки багато писав. Писав вірші і надсилав їх до заборонених російськими окупантами у Литві литовським періодичним виданням «Варпас» („Varpas“; «Колокол») та «Укінінскас» („Ūkininkas“; «Господар»). Публікувався у литовській періодиці з 1895. Перекладав поезію з вірменської мови.
Написав кілька підручників алгебри та геометрії, по яких навчалися у всіх школах Литви до Другої світової війни.
Автор низки драм («Крила»; 1907; «Покарання долею»; 1911).
Найвідоміший твір — трагедія «Піленський князь» („Pilėnų kunigaikštis“). Сюжет та характери персонажів запозичені із історичного роману Юзефа Крашевського «Кунігас». П'єса була видана в Ризі (1905) і поставлена у Вільно в Вільнюській ратуші 6 травня 1906; це була перша сценічна вистава представлена литовською мовою.

## Пам'ять
На будинку у Вільнюсі, в якому 1934—1970 жив Марцеліанс Шишкніс (вулиця Кястуче 27/20, Жверинас), у 1974 встановлена меморіальна табличка із надписом литовською мовою: „Šiame name 1934—1970 m. gyveno kultūros veikėjas, rašytojas, pedagogas Marcelinas Šikšnys“. Ім'я Марцелінса Шикшніса з 1990 носить гімназія у містечку Шяуленаї. Ім'ям Шикшніса названа одна із вулиць у районі Новий Вільно.